# Амангільдінська сільська рада (Абзеліловський район)
Амангільді́нська сільська́ ра́да (рос. Амангильдинский сельский совет) — муніципальне утворення у складі Абзеліловського району Башкортостану, Росія. Адміністративний центр — село Амангільдіно́.

## Населення
Населення — 2219 осіб (2019, 2384 в 2010, 2368 в 2002).

## Склад
До складу поселення входять такі населені пункти:
| Населений пункт       | Населення, осіб (2002) | Населення, осіб (2010) |
| --------------------- | ---------------------- | ---------------------- |
| Абдулгазіно, присілок | 306                    | 295                    |
| Амангільдіно, село    | 835                    | 651                    |
| Казмашево, присілок   | 333                    | 538                    |
| Рискужино, присілок   | 466                    | 453                    |
| Утяганово, присілок   | 428                    | 447                    |